# مروان قدري
مروان قدري واسمه الكامل مروان أحمد عمر قدري ولد في (19 يوليو عام 1975) هو مذيع ومقدم برامج مصري يقدم برنامج عيش صباحك على نجوم إف إم مع زهرة رامي، وبرنامج صباحك سكر زيادة مع أشرف حمدي ورنا عرفة وكارين فهمي.
درس مروان طيله حياته في الإنجلش سكول بمصر الجديدة. تخرج من كلية الآداب قسم عبري. وقدم برنامج «سكوت هنسمع» وهو برنامج مقالب كوميدي بث على قناة الراي في عام 2010.